# Bulbophyllum quasimodo
Bulbophyllum quasimodo är en orkidéart som beskrevs av Jaap J. Vermeulen. Bulbophyllum quasimodo ingår i släktet Bulbophyllum och familjen orkidéer. Inga underarter finns listade i Catalogue of Life.